# Gary Vermeer
Gary Vermeer était un inventeur et industriel né en 1918 aux Pays-Bas et décédé le 2 février 2009 en Iowa (États-Unis).
En 1948, il fonde la Vermeer Manufacturing Company. Il inventera et produira notamment le round baler, ainsi que la dessoucheuse (stump cutter). Présente 60 ans plus tard dans plus de 60 pays, Vermeer produit des matériels pour l'agriculture, la construction, l'environnement et l'industrie.
Gary Vermeer est le père de trois enfants, dont deux dirigent aujourd'hui la société : Mary Andriga et Bob Vermeer. À noter que la troisième génération aujourd'hui trentenaire est déjà impliquée dans la gestion de Vermeer.